# Eje transversal PE-04 (Perú)
El Eje transversal PE-04 es uno de los veinte eje que forma parte de la red transversal de Red Vial Nacional del Perú. Está conformado por las rutas nacionales PE-04, PE-04 A, PE-04 B y PE-04 C. Recorre los departamentos de Piura, Lambayeque y Cajamarca.

## Rutas
- PE-04: El Cruce-Bapo
- PE-04 A: El Cruce-Olmos
- PE-04 B: Desvío Jaén-Puente Hualapampa
- PE-04 C: Chiple-Chamaya